# Tinta roja
Tinta roja è un film del 2000 diretto da Francisco J. Lombardi.